# جیم مک‌کی (کارگردان)
جیم مک‌کی (انگلیسی: Jim McKay) کارگردان تلویزیونی، تهیه‌کننده فیلم، فیلم‌نامه‌نویس، کارگردان فیلم، تهیه‌کننده تلویزیونی اهل ایالات متحده آمریکا است. وی از سال ۱۹۹۶ میلادی تاکنون مشغول فعالیت بوده‌است.
از فیلم‌ها یا برنامه‌های تلویزیونی که وی در آن نقش داشته‌است، می‌توان به شنود، بهتره با سال تماس بگیری، عشق بزرگ، آقای ربات، شر، کشمکش خوب، کوانتیکو، سایه‌های آبی، قدرت، مرگ مغزی، همسر خوب، آمریکایی‌ها، نجیب‌زادگان، بریکینگ بد، شنود، پرنده سیاه و گره بادر ماینهوف اشاره کرد.
وی همچنین برندهٔ جوایزی همچون کمک‌هزینه گوگنهایم شده‌است.